# Натан, Эйби
Абрахам Джейкоб (Эйби) Натан (англ. Abraham Jacob 'Abie' Nathan, ивр. אברהם "אייבי" נתן‎; 29 апреля 1927, Абадан, Персия — 27 августа 2008, Тель-Авив) — израильский предприниматель, политик, радиоведущий и благотворитель, общественный деятель-пацифист, владелец радиостанции «Коль ха-Шалом» («Голос мира»). Эйби Натан, в 1948 году бывший пилотом ВВС Израиля, в дальнейшем стал известен своими попытками продвижения мира между Израилем и его арабскими соседями, включая Египет и палестинцев.

## Биография
Абрахам Джейкоб Натан родился в 1927 году в Абадане (Персия) в верующей еврейской семье. Его отец, выходец из Йемена, был сотрудником Англо-Иранской нефтяной компании, а затем успешным торговцем мануфактурой. В шесть лет Эйби отдали в обучение в иезуитскую школу-интернат в Бомбее, а в 1939 году в Индию перебралась и вся его семья. Когда мать Эйби узнала, что он коллекционирует иконы, она перевела мальчика в еврейскую школу.
В 1944 или 1945 году Натан поступил на службу в Королевские военно-воздушные силы Великобритании и прошёл обучение как пилот. После этого он был принят на работу в Air India и в 1947 году, после раздела Британской Индии на Индию и Пакистан, выполнял рейсы по перевозке беженцев-мусульман и индуистов. 
В 1948 году, в ходе Войны за независимость Израиля, Натан вступил в качестве иностранного добровольца в ВВС Израиля. Вначале он занимался переброской самолётов и запчастей к ним из Чехословакии, а затем на переоборудованном «Дугласе» совершал бомбардировочные вылеты, целями которых были части египетской армии и арабские деревни в Галилее. Одну из таких деревень он посетил через несколько дней после авианалёта и был глубоко поражён картинами разрушений и видом обгорелых тел. После завершения войны Натан с 1950 по 1959 год работал пилотом в израильской гражданской авиакомпании «Эль-Аль», а затем открыл в Тель-Авиве ресторан «Калифорния», ставший известным благодаря своим гамбургерам и богемной атмосфере.
В 1965 году Натан участвовал в выборах в кнессет от основанной им партии «Нес» («Чудо»), но избран не был (позднее он был избран членом городского совета Тель-Авива-Яффы). На следующий год он привлёк к себе внимание, совершив перелёт через израильско-египетскую линию прекращения огня на принадлежавшем ему биплане Boeing-Stearman, получившем имя «Шалом-1» («Мир-1»). С собой Натан вёз петицию о начале мирных переговоров между Египтом и Израилем, под которой стояли 60 тысяч подписей, и намеревался передать её президенту Египта Насеру. Однако после посадки в Порт-Саиде он был арестован и депортирован в Израиль, не встретившись с Насером. После этого Натан добился встреч с известными мыслителями и политическими фигурами Запада, включая Сартра, Бертрана Рассела, Роберта Кеннеди и римского папу Павла VI, обращаясь к ним с требованиями о помощи в прекращении конфликта на Ближнем Востоке. В 1967 году он предпринял второй перелёт в Египет, был снова выдворен оттуда и на сей раз приговорён к 40 дням заключения в Израиле за «несанкционированные контакты с врагом».
В дальнейшем Натан вёл активную общественную деятельность. Уже в конце 1960-х годов он занимался сбором гуманитарной помощи жертвам голода в Биафре и стал первым иностранным пилотом, совершавшим гуманитарные рейсы в район боевых действий в Нигерии. В 1969 году на средства друзей из Нидерландов он приобрёл 57-метровый сухогруз и в 1972 году совершил рейс с гуманитарной помощью в Никарагуа после произошедшего там землетрясения. В течение трёх лет после приобретения корабля он собирал деньги, и в 1973 году с борта корабля начала работу его независимая радиостанция «Коль ха-Шалом» («Голос мира»). В первой передаче новой станции Натан объявил: 

Мы надеемся, что с помощью этой станции мы поможем приглушить боль и залечить раны после многолетних страданий людей Ближнего Востока.Оригинальный текст (англ.)We hope through this station we will help relieve the pain and heal the wounds of many years of suffering of the people of the Middle East.
 Судно, служившее базой радиостанции, как правило, стояло на якоре в Средиземном море за пределами территориальных вод Израиля, но в 1977 году Натан совершил на нём переход по Суэцкому каналу, раздавая по пути игрушки и сладости арабским детям. Долгие годы «Коль ха-Шалом», в основном вещавший на английском языке (за исключением новостных программ на иврите и арабском языке), занимал в израильском эфире особую нишу благодаря тому, что был единственной станцией, регулярно транслировавшей западную поп-музыку, в том числе хиты из чартов западных стран; часть средств на поддержку работы станции поступала от Джона Леннона.
Гуманитарная деятельность Натана продолжалась и после заключения мира между Израилем и Египтом. В 1978 году он жертвовал игрушки и лекарства для лагеря беженцев в Бейруте. В 1982 году Натан принял участие в мирной конференции по Северной Ирландии, в 1984 году участвовал в привлечении внимания мировой общественности к голоду в Эфиопии, а в 1991 году организовал воздушную доставку гуманитарной помощи курдским беженцам в Ираке. Ещё через десять лет он был лидером группы из 18 израильтян и американских евреев, ведшей работу по облегчению условий жизни 300 тысяч беженцев из Руанды в лагере в Заире. В Москве Натан пытался выступать в защиту узников совести; он также участвовал в гуманитарных миссиях в Бихаре (Индия), Сомали, Гватемале, Бангладеш, Колумбии, Камбодже и Таиланде.
В самом Израиле миротворческие усилия Эйби Натана воспринимались неоднозначно — многие считали его чудаком или даже предателем. Хотя деятельность его радиостанции никак не пресекалась властями (в отличие от созданной позже правосионистской станции «Аруц Шева», также вещавшей из экстратерриториальных вод), сам он ещё дважды отбывал тюремное заключение в израильской тюрьме — в 1989 и 1991 годах, за контакты с ООП, тогда запрещённые в Израиле законом. В 1989 году срок его заключения составил 6 месяцев. В 1991 году он был приговорён к 15 годам заключения, но затем этот срок был снижен, и Натан провёл в тюрьме 9 месяцев. В знак протеста против закона, запрещающего контакты с ООП, Натан в 1991 году провёл 40-дневную голодовку. Это была одна из многих его голодовок, которые предпринимались с 1970-х годов в попытках побудить израильское руководство к поиску мирного решения конфликта с арабскими странами.
После того, как в 1993 году начались переговоры Израиля с ООП на государственном уровне, Натан, испытывавший серьёзные финансовые и юридические сложности, связанные с работой радиостанции «Коль ха-Шалом», закрыл её после 21 года в эфире. Судно, служившее базой станции, было затоплено под звуки песни «We Shall Overcome» в исполнении Пита Сигера. В 1996 году Натан перенёс инсульт, а позже ещё один. В результате инсультов он потерял способность говорить; последние годы жизни он провёл в доме престарелых, разведясь со своей второй женой-колумбийкой (его первый брак окончился разводом ещё в 1951 году), лишь часть времени пребывая в ясном сознании. Эйби Натан умер в 2008 году в тель-авивской больнице «Ихилов», оставив после себя дочь Шарону; кроме того, от связи с работницей ресторана «Калифорния» у него была одна внебрачная дочь, которую он за свою жизнь так и не увидел. Натан похоронен на тель-авивском кладбище Кирьят-Шауль.